# 西安市第二十六中学
西安市第二十六中学是陕西省的一所省级重点中学，地处西安市碑林区建国路中段，与张学良公馆、高桂兹公馆（现陕西省作协）等“西安事变”遗址为邻 。
1941年，张学良将军的部属为解决东北军将士子女的入学问题所创办。现为陕西省、西安市重点中学。

## 学校历史
西安市第二十六中学坐落于建国路中段，是爱国将领张学良为解决东北将士子女的入学问题于1941年创建的具有革命历史传统的老学校。近年来学校加大投入力度，相继建起了覆盖全校的交互式多媒体教学网络，实现了“四机一幕”进课堂；新建了数字化的校园网络系统、多媒体教室，多功能大厅，对理、化、生实验室及实验仪器进行全部翻新。硬件设施达到全省一流水平，为莘莘学子创造了优越的现代化学习环境。
为了丰富学生个性化成长的内容，学校将学科教学有效地延伸到了学生的课外生活之中，学科活动根据不同学段、不同学科的特点，有针对性地在不同年级有序开展。制度化的学科节展示、艺术月庆典，常态化的学科兴趣小组。学校登记在册的25个学生社团，已成为广大学生展示自我发展自我的理想舞台，对学生健全人格、拓展心智发挥了巨大的作用。

## 学校近况
2016年，学校与西安市93中学组建成为26中“名校+”教育联合体。并投入700万元对附近的西安市93中学进行改造，以26中的名义开始合并办学。
2017年9月，西安市93中作为西安市26中南校区正式投入使用。同年学校对校区资源进行重新分配，南校区作为全体初高三年级教学场所，其他学生留在主校区。
2020年学年起，西安太乙路中学被西安市26中教育联合体合并，以西安市26中太乙分校的名义办学，学校也因此拥有了原太乙路中学的教学设备，包括一个专用举重训练中心。此外，西安市86中也成为26中“名校+”教育联合体区级成员校，86中的新初一两个班将由26中选派优质师资进行示范引领，所有教育教学活动与26中同步。

## 知名校友
刁亦男
姚弛